# Dave Salmoni
Dave Salmoni (n. Sarnia, Ontario, Canadá, 4 de septiembre de 1975) es un zoólogo y adiestrador de animales canadiense.
Se graduó en Biología en la Laurentian University (Universidad Laurentina) en Toronto y fue aprendiz de entrenamiento de animales en el Parque Zoológico Bowman. Salmoni dejó Canadá en el año 2000, y se fue a Sudáfrica para ayudar a los animales salvajes en cautiverio a rehabilitarlos para sobrevivir en su ambiente salvaje. 
Ha realizado varios documentales de televisión, entre ellos Experimento Bengala ("Living with Tigers"), que describe el progreso que él y John Varty han hecho dentro del proyecto African Tiger Project, para la conservación del Tigre; y En la Guarida del León ("Into The Lion's Den") (2005) para Animal Planet (Discovery Networks).